# .222 Remington
.222 Remington — малоимпульсный винтовочный патрон распространённого в США и Европе калибра 5,56 мм, применяемый в основном для охотничьих целей.

## История
Патрон .222 Remington был создан в США одной из ведущих американских оружейных компаний Remington Arms в 1950 году. Он был разработан полностью «с нуля», то есть разработчики не брали за основу ни один из существовавших ранее патронов. .222 Remington стал первым, запущенным в серийное производство, патроном калибра 5,56 мм в рамках работ по поиску нового боеприпаса, обладавшего малой отдачей, настильной траекторией пули и высокой точностью (работы велись, прежде всего, в интересах Пентагона). Новый патрон полностью отвечал первоначальным требованиям, хотя начал использоваться не военными, а охотниками и стрелками-спортсменами, особенно для варминтинга и стрельбы с упора («бенчрестинга»), став наиболее распространённым в 1950-60-е годы боеприпасом для этих дисциплин.
Патрон .222 Remington стал родоначальником целого семейства патронов калибра 5,56 мм, в том числе известного 5,56×45 мм — стандартного патрона для автоматического оружия армий стран НАТО (обозначение калибра в названиях этих патронов различное, но настоящий калибр пули у них одинаковый — 5,7 мм, то есть 0,224 дюйма). Кроме того, его гильза послужила основой при разработке некоторых патронов другого калибра.

Размерения патрона .222 Remington

Одно время данный патрон был исключительно популярен, особенно в США, но с появлением в 60-70-е годы патронов, близких по характеристикам, прежде всего, .223 Remington (гражданской версии военного патрона 5,56×45 мм), он сильно сдал позиции. В США он стал весьма редок, хотя до сих пор часто встречается в других странах.

## Отличительные черты
Патрон .222 Remington обладает слабой отдачей, которая, при большом весе оружия и толстой одежде, может вообще не ощущаться. Лёгкая (2,6…4 г) пуля обладает высокой начальной скоростью, превышающей, в некоторых типах патрона, 1000 м/с. Такая скорость пули обеспечивает очень настильную траекторию и чрезвычайно высокую кучность. Показательно, что в 1973 году при стрельбе именно им в США был установлен рекорд по меткости — около 0,3 угловых минуты. Однако маленькая и лёгкая пуля сильно подвержена воздействию бокового ветра, но это недостаток вообще всех малокалиберных пуль.
Существенное преимущество этого патрона по сравнению с рядом аналогичных высокоскоростных патронов (.220 Swift или .22-250) — в нём используется значительно меньшее количество пороха, поэтому стрельба им меньше изнашивает ствол оружия. Соответственно, и звук выстрела у него тише.
По сравнению с «основным конкурентом» — патроном .223 Remington — его пуля обладает меньшей дульной энергией, а отдача несколько слабее.

## Применение
.222 Remington применяется сейчас исключительно охотниками. Он в первый период своего существования был излюбленным боеприпасом для варминтинга и, несмотря на сильную конкуренцию со стороны других патронов, продолжает часто использоваться для этой стрелковой дисциплины на дистанциях до 200 м.

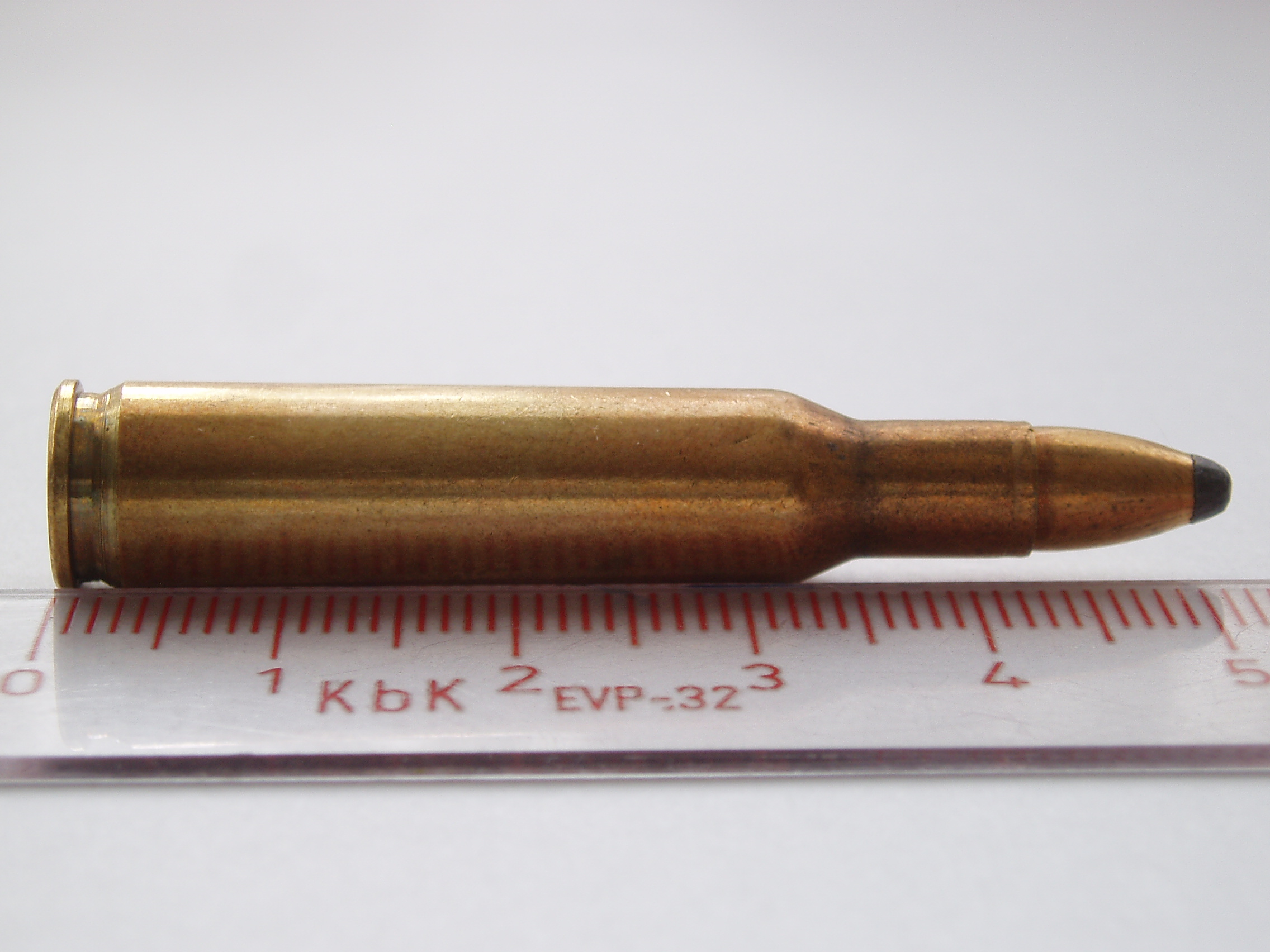
Патрон .222 Remington с экспансивной пулей

В странах, где существует запрет на использование гражданского оружия под военные калибры (например, Франции и Испании), этот патрон полностью занимает нишу .223 Remington. Это хороший патрон для стрельбы мелкой дичи. В европейских странах и России это, прежде всего, различные грызуны, лисица, косуля (в Германии это один из самых распространённых патронов для добычи косули). Если брать патроны с экспансивной пулей, то можно бить даже волков. Но на близких дистанциях надо проявлять большую осторожность, потому что высокоскоростная пуля .222 Remington может сильно порвать тушку. Он также годится для добычи средней и крупной птицы (там, где разрешено бить птицу из нарезного оружия). Но большое значение имеет характер местности, так как даже небольшое естественное препятствие, вроде пучка травы или веточки, оказавшееся на пути лёгкой пули, способно существенно изменить траекторию её полёта.
.222 Remington — дешёвый боеприпас; цена его в России обычно не превышает 40 рублей. В продаже встретить его может быть, однако, затруднительно, хотя на него есть довольно большой спрос.
Оружие под патрон .222 Remington — практически исключительно магазинные карабины.